# Сага за хората от Долината на сьомгата
Сага за хората от Долината на сьомгата или Сага за хората от Лаксдал (на старонорвежки: Laxdæla saga) е една от най-значимите „родови саги“, записана вероятно в западната част на Исландия ок. 1245 г. В нея се споменава и първият известен исландец-викинг Боли Боласон, който е син на главната героиня в сагата – Гудрун Освиврсдотир.

## Авторство и време на създаване
Авторът на „Сага за хората от Долината на сьомгата“ остава неизвестен. Заради сюжета на сагата, тя често се разглежда като необичайно за времето си женствено произведение, поради което е спекулирано с твърдението, че е възможно да е написана от жена. От друга страна изключително добрите познания на автора за особеностите и условията на живот в Брейдафиорд, където се развива действието, показват, че авторът по всяка вероятност е живял в западна Исландия. Данните сочат, че сагата е съставена в периода между 1230 и 1260 г.
Неколкократно „Сага за хората от Долината на сьомгата“ цитира други писмени източници. На два пъти се позовава на Ари Торгилсон (знаменития исландски средновековен хроникьор), веднъж цитира изгубената сага Þorgils saga Höllusonar и веднъж „Njarðvíkinga saga“ (която може би е друго название на Сага за Гунар, убиецът на Тидранди). Авторът е бил явно запознат и с редица други исторически източници. Но изглежда по-голямата част от тях са били устни предания и е възможно след това да ги е дооформил съобразно своите виждания.

## Въведение
Встъпителната част на „Сага за хората от Долината на сьомгата“ започва в Норвегия в края на 9 в., когато Кетил Плосконосия заедно с децата си напуска страната, за да избяга от тиранията на крал Харал Прекраснокосия. В тази си част сагата се фокусира върху дъщерята на Кетил, Ауд Мъдрата. Тя напуска владенията си, като корабът ѝ е построен така, че да побере както хората ѝ, така и голяма част от богатството ѝ. Когато разбира, че синът ѝ Торнстейн Рижия е загинал в Шотландия, Ауд се отправя заедно с внуците си първо към Оркни и Фарьорските острови, а накрая решава да се установи в Брейдафиорд, Исландия. Впоследствие Ауд взима решение да остави богатството си на най-младия си внук, Олав. Оставя му наследството си, а после организира прощално пиршество. На сутринта я намират мъртва, починала в съня си. Погребват я според обичая на викингите в кораб-гробница.

## Любовният триъгълник
Гудрун Освиврсдотир била „най-красивата жена, отраснала някога в Исландия, и не по-малко умна отколкото красива“. Тя имала сънища, които я безпокояли, и един от приближените ѝ ги разтълкувал така – тя щяла да има четири брака и щяла да се разведе с първия си съпруг, а другите трима щели да умрат. И наистина на 15-годишна възраст Гудрун се омъжила, но тъй като съпругът ѝ не се грижел за нея, тя се развела с него. Вторият ѝ брак бил щастлив, но кратък – мъжът ѝ се удавил заради магиите на едно семейство от Хебридските острови.
След това тя започнала да се среща с Кяртан и всички ги смятали за много подходяща двойка. Но Кяртан и неговият млечен брат Боли решили да предприемат дълго пътуване и когато Гудрун помолила да я вземат с тях, Кяртан ѝ напомнил, че тя има задължения вкъщи и поискал да го чака през следващите три години. Гудрун отказала и двамата се разделили скарани.
Кяртан и Боли пристигнали в Норвегия, където тъкмо на трона се бил възкачил Олаф Трюгвасон на мястото на убития езически крал Хокон Ярл. Олаф Трюгвасон се опитвал да наложи християнството. По това време много исландци се намирали закотвени в Нидарос, столицата на Норвегия, защото отказвали да приемат новата вяра и им било забранено да отплават. Кяртан и Боли също отказали и дори Кяртан предложил да запалят кралския дворец заедно с краля, но впоследствие той се сближил с Олаф Трюгвасон и убедил исландците в Нидарос да се покръстят. Крал Олаф Трюгвасон правел неколкократни опити да покръсти Исландия, но срещал съпротива. В усилията си да наложи християнството в Исландия, той решил да задържи Кяртан и още няколко знатни исландци като заложници в Норвегия. На Боли обаче било разрешено да се прибере в Исландия. При завръщането си той разказал на Гудрун, че Кяртан е получил височайшето благоразположение на норвежкия крал и тя не бива да го чака да се върне в следващите години. Освен това ѝ разказал, че Кяртан се бил сприятелил със сестрата на Олаф Трюгвасон, Ингибьорг, което отговаряло на истината. Поискал ръката ѝ и в крайна сметка двамата се оженили.
Когато до Норвегия стигнала вестта, че Исландия се е покръстила, Олаф Трюгвасон освободил Кяртан. Той отишъл да се сбогува с Ингибьорг и тя му подарила една бродирана кърпа за глава като сватбен подарък за Гудрун. При завръщането си в Исландия обаче Кяртан открил, че Боли и Гудрун са се оженили. По едно стечение на обстоятелствата едно красиво момиче на име Хрефна премерило кърпата и когато я видял, Кяртан решил да ѝ я подари, и се оженил за нея.
В опит да си оправи отношенията с Кяртан, Боли му подарил няколко прекрасни коня, но Кяртан категорично отказал да ги приеме и лошите чувства останали. На следващия празник Кяртан настоял Хрефна да седне на почетното място, което обикновено предоставяли на Гудрун. Гудрун цялата почервеняла от обида. На следващия празник Кяртан открил, че е изчезнал мечът му. По-късно той бил открит в едно блато без ножницата си и в кражбата бил заподозрян братът на Гудрун. Кяртан бил бесен от случката, но баща му, Олаф Хоскюлдсон, го убедил, че заради подобно дребно нещо не е нужно да стават свади. На поредния празник обаче изчезнала и кърпата на Хрефна и когато Кяртан поискал обяснение за това, Гудрун му отговорила така: „По мое мнение не е станало нищо особено, просто тя е отишла при този, на когото е принадлежала по право.“ Неможейки повече да търпи тези обиди, Кяртан отишъл с няколко мъже във фермата на Боли, поставил пазачи на вратите и принудил всички живеещи там няколко дни да стоят затворени и да се облекчават вътре, а за да унижи допълнително Боли и Гудрун, осуетил и продажбата на някои земи, които те възнамерявали да купят.

## Смърт и отмъщение
Гудрун започнала да крои планове с братята си как да отмъстят на Кяртан и опитала да привлече и Боли, но той отказал с аргумента, че Кяртан му е брат. Тогава Гудрун го заплашила, че ще се разведе с него, и Боли отстъпил. Братята нападнали Кяртан, но въпреки численото си превъзходство не успели да го повалят и викнали на помощ Боли, който стоял отстрани, като изтъкнали, че за всички тях ще има тежки последствия, ако Кяртан се измъкне. Боли извадил меча си, а Кяртан, виждайки, че неговият брат е готов да го нападне, в същия миг хвърлил оръжието си. Боли го пронизал смъртоносно, но веднага се разкаял и го взел в прегръдките си.
Убийците на Кяртан били съдени според местния обичай и прогонени от Исландия, но бащата на Кяртан от обич към Боли поискал по-меко наказание за него под формата на откуп. Възмутени от това снизходително отношение, братята на Кяртан заявили, че не могат да живеят повече на едно място с Боли. Три години по-късно Олаф Хоскюлдсон починал и неговата вдовица накарала синовете си да отмъстят за Кяртан. Те събрали хората си и го причакали в една кошара, където той бил с Гудрун. Един от мъжете на име Хелги Харобейнсон пронизал Боли с копие, а един от братята на Кяртан му отсякъл главата. След това Хелги избърсал копието си в шала на Гудрун, а тя му се усмихнала.
Гудрун родила син и го кръстила Боли на името на мъртвия му баща. Когато Боли станал на 12 години, тя показала на него и на по-големия му брат кървавите дрехи на баща им, които той носел в деня на убийството си, и нейния шал. Братята се зарекли да отмъстят и Боли Боласон по-късно убил Хелги. За да спре по-сетнешната поредица отмъщения, Боли Боласон сключил мир с братята на Кяртан.

## Послепис
Боли Боласон пътувал по света и оставил много добро впечатление у норвежкия крал Олаф Харалдсон. Бил и в Константинопол във Варяжката гвардия, където се прочул. Гудрун се омъжила за четвърти път, но съпругът ѝ се удавил. Когато остаряла, тя станала монахиня. Последната глава от сагата предава разговора между Боли Боласон и Гудрун. Боли искал да знае кого от мъжете си майка му е обичала най-много. Отговорът ѝ е: „Към него аз бях най-лоша, към този, когото обичах най-много.“